# Algas de nieve
Las algas de nieve son un tipo de microalgas de agua dulce que se desarrollan en las regiones alpinas y polares del planeta. Las algas de nieve se han identificado en todos los continentes, pero están restringidas a áreas con temperaturas que oscilan entre 0 °C y 10 °C. Las algas de nieve están pigmentadas con clorofila y carotenoides lo que les permite presentar una amplia gama de colores dependiendo de la especie individual, la etapa de vida y las condiciones topográficas. La pigmentación de las algas de la nieve disminuye el albedo de la nieve y el hielo, lo que puede favorecer se derretimiento y exacerbar los efectos del cambio climático Además estas algas son productores primarios que forman la base de las comunidades en las capas de nieve o hielo que incluyen microbios, tardígrados y rotíferos. Las algas de la nieve también han sido transportadas a grandes distancias por los vientos.

## Pigmentación
Las algas de nieve producen dos tipos principales de pigmentos: clorofilas y carotenoides. Las carotenoides se dividen en dos categorías: primarios y secundarios y son los responsables de los colores visibles en las células de estas algas. Los carotenoides primarios, como la xantofila amarilla, suelen encontrarse en bajas concentraciones, participan en la fotosíntesis y proporcionan cierta protección frente a la radiación ultravioleta (UV). Los carotenoides secundarios, como la astaxantina roja, se utilizan principalmente como mecanismo de defensa contra los  rayos UV y pueden presentarsen en concentraciones altas o bajas dependiendo de la intensidad de la luz UV.
Los diferentes taxones de algas de la nieve producen cantidades variables de carotenoides primarios y secundarios, lo que permite que el color de una floración de algas de la nieve proporcione indicios sobre la composición de las algas presentes en ese entorno. El alga Chlamydomonas nivalis es un componente predominante de las floraciones rojas debido a sus elevadas concentraciones de astaxantina y sus derivados. Muchas especies de Chloromonas están asociadas con la nieve de color verde o amarillo anaranjado debido a los carotenoides primarios sintetizan. Los colores similares de la nieve pueden presentar composición diferentes según la región, lo que refleja patrones biogeográficos a gran escala en la distribución de las algas de la nieve.
La etapa de vida de las algas también puede influir significativamente en el color de la nieve. Muchas floraciones presentan mayores concentraciones de clorofilas y carotenoides primarios durante las primeras etapas de la floración, lo que hace que la nieve adquiera una tonalidad verde o amarilla. Más adelante, durante la temporada de verano, la floración puede tornarse a naranja o rojo debido a la alta producción de astaxantina en períodos de escasez de nutrientes y a la transición de las algas de nieve a su fase de quiste, mas estable, que utilizan para sobrevivir en el invierno.

## Papel en el ecosistema
Las algas de la nieve realizan la fotosíntesis oxigenada y actúan como productoras primarias en los ecosistemas de nieve. Esta capacidad permite que otros organismos coexistan en la nieve junto con las algas y se alimenten de las algas para obtener energía. Se ha observado que los tardígrados y rotíferos tienden a crecer preferentemente en floraciones verdes; sin embargo, también han sido identificados en distintas floraciones de algas de nieve diferentes en todo el mundo.
Aunque las redes tróficas en las floraciones de algas de nieve suelen ser simples, las comunidades microbianas presentes en estos entornos pueden desempeñar un papel clave en la distribución de nutrientes. Estas comunidades de microbios y algas contribuyen al reciclaje de cantidades significativas, a escala global, de carbono, nitrógeno, hierro y azufre.
La pigmentación de las algas de la nieve puede reducir de forma significativamente el albedo de la nieve, lo que contribuye al derretimiento del hielo y la nieve en las capas glaciares. Los granos de nieve de mayor tamaño permiten una mayor penetración de la luz en la capa de nieve, lo que incrementa la absorción lumínica por parte de las algas de la nieve y reduce aún más el albedo de la nieve. Las algas de la nieve provocan mayores cambios en el albedo de la nieve durante la temporada de verano, cuando las algas son más abundantes. Las variaciones en la concentración de pigmentos como la clorofila y carotenoides, presentes en las algas de nieve, generan diferencias en la absorción de luz, lo que produce cambios en el albedo en función de la composición de la comunidad de algas. La presencia de impurezas de partículas minerales y orgánicas en la nieve también reduce el albedo de la nieve, lo que a veces puede eclipsar los efectos de la dinámica de la comunidad de algas de la nieve sobre el albedo. En condiciones más cálidas, las algas de la nieve experimentan un mayor crecimiento, lo que puede reducir aún más el albedo de las capas de nieve y hielo. Este ciclo de retroalimentación positiva, similar a la retroalimentación del albedo del hielo, puede exacerbar el derretimiento de la nieve y el hielo perennes por el cambio climático.